# Waginoplastyka
Waginoplastyka – wszelkie zabiegi chirurgiczne, których rezultatem jest skonstruowanie lub odtworzenie pochwy. Wypadanie narządu rodnego jest często leczone za pomocą jednego lub więcej zabiegów chirurgicznych w celu naprawy pochwy. Czasami waginoplastyka jest potrzebna po zakończeniu leczenia lub usunięciu złośliwych nowotworów, lub ropni w celu przywrócenia prawidłowej struktury i funkcji pochwy. Zabiegi chirurgiczne pochwy wykonuje się w celu skorygowania wad wrodzonych pochwy, cewki moczowej i odbytnicy. Często waginoplastyka jest wykonywana w celu naprawy pochwy i jej struktur przylegających, uszkodzonych w wyniku urazu. Labioplastyka, czyli zabieg zmieniający wygląd warg sromowych, może być wykonywany samodzielnie lub jako zabieg towarzyszący waginoplastyce.
Wady wrodzone, takie jak przerost nadnerczy, mogą wpływać na strukturę i funkcjonalność pochwy, a niekiedy dochodzi do jej braku; mogą one zostać zrekonstruowane lub uformowane za pomocą waginoplastyki. Innymi osobami, które mogą być poddane zabiegowi są dzieci urodzone z mikropenisem, osoby z agenezją przewodów Müllera powodującą hipoplazję pochwy, transkobiety oraz kobiety, u których wykonano waginektomię po przebytym nowotworze lub urazie.